# 日本の、これから
『日本の、これから』（にっぽんの、これから）は、NHK総合テレビジョンで放送されていた不定期の大型長時間特別番組。

## 概要
2004年に発生したいわゆるNHKの不祥事問題を受け、広く一般市民の声を受け止める番組を作るべきだと数多くのドキュメンタリー番組を手がけてきた川良浩和らが中心となって立ち上げた。
『NHKスペシャル』の枠で放送されてきた「21世紀日本の課題」をベースに、現在日本が直面している様々な諸問題、例えば経済不況、少子高齢化、学校の安全、自衛隊派遣などの安保問題などについてドキュメンタリーや視聴者から寄せられた意見（ファクシミリ、電子メール）を交えて、専門家・有識者と全国から集められた一般市民ら30-40名が本音で語り合う討論番組である。結論を出さず、様々な意見発表の場という形をとっている。
出演する市民は番組ホームページからアンケートに回答する形式で応募。応募した人の中からスタッフによる電話及び面談取材の上選ばれる。スタジオでは地域、年齢、職業、性別の他、その回で討論するテーマについての考え方別にだいたい10人ずつくらいのブロックに分けられており、対立する意見を持つ者が向かい合って討論するように演出されている。
司会の三宅民夫アナウンサーはスタジオで討論の進行を担当する。番組毎にその回のテーマに沿って、三宅が出演するユーモアのある番組宣伝映像が放映されるのも特徴。2010年4月からは番組の公式Twitterアカウントを開設、出演者や意見の募集を行うほか、番組へ双方向参加できる仕組みを導入している。
2010年度いっぱいで終了し、後継番組として当初は「変えなきゃにっぽん」へとリニューアルされる予定であったが、東日本大震災の影響で取材もそちらに特化している影響から、新番組の立ち上げの目処が立たない状況が続いたが、2011年8月から、この形式を踏襲し概ね毎月1回程度「NHKスペシャル・シリーズ　日本新生」と題して主に土曜単発枠の第2部（21:00～22:15、まれに19:30～20:45の第1部から）で放送されている。

## 放送日時
土曜日の19:30 - 22:30(JST)を中心に、2009年度からは加えて金曜日の22:00 - 23:30(JST)枠での放送も予定され、内容にあわせた時間枠で編成される。そのため、通常放送される番組は休止となる。
土曜日20:45 - 21:00のニュースは通常通り放送（2007年度は当番組の後に放送）。2008年度22:00スタートだった『土曜スポーツタイム』は30分繰り下げ。なお、2007年3月3日放送分は土曜ドラマ『ハゲタカ』第3話を1時間繰り下げて放送、『@ヒューマン』が休止、その日のスポーツニュースは『スポーツニュース』として放送。
海外でもNHKワールド・プレミアムが総合テレビと同時放送を実施。

## 出演者
- 三宅民夫（「日本新生」でも進行役担当）
  - 第9回は町永俊雄（三宅の体調不良のため。町永は『福祉ネットワーク』に出演しており、この回のテーマもたまたま福祉関係だった。）

進行
- 黒崎めぐみ(第28回、第30回から32回、34回)
- 伊東敏恵（第5回まで）
- 武内陶子（第6回から27回） - 三宅とのコンビは「おはよう日本」以来
  - 第28回は黒崎めぐみが、第29回は住吉美紀が、第33回は鎌倉千秋が担当。

全員NHKアナウンサー（住吉は当時）

## 放送リスト

### 2005年
- 第1回放送（4月3日）「格差社会」
  - 出演：本間正明、奥谷禮子、金子勝、斎藤貴男、重松清、堀江貴文、山田昌弘、青木紀
- 第2回放送（6月24日・25日）「人口減少社会」
  - 出演：松谷明彦、堺屋太一、水島広子、遙洋子、渡邉美樹
  - 番組内ドラマ「幸福2020」
    - 作：福田卓郎、演出：磯智明、音楽：村松崇継
    - キャスト 秋月雪乃：永作博美、高杉隆太：高橋克実、遠藤憲子：片平なぎさ、秋月綾：大橋彩香、秋月光子：木内みどり、その他：梅津栄、石田太郎、大森暁美、草薙幸二郎、品川徹、牟田悌三、磯部勉、西川忠志、大森うたえもん、奥田達士、宍戸美和公、山中聡、俵木藤汰、榊英雄、光岡湧太郎、永田萌、坂井まい、佐藤亮太、林侑香、長谷川ほまれ、山本ルミ、藤代三千代、松本久仁彦、池田鉄洋、田渕大次郎
- 第3回放送（8月15日） 「アジアの中の日本」（終戦60周年特番として17時台から放送）
  - 出演：櫻井よしこ、朱建栄、李鍾元、寺島実郎、栗山尚一、谷村新司、町村信孝
- 第4回放送（10月22日）「若者」
  - 出演：泉谷しげる、渡邉美樹、義家弘介、平山あや、波頭亮、宮本みち子

### 2006年
- 第5回放送（1月21日）「本当に増税しかないのか」
  - 出演：谷垣禎一、村尾信尚、山口二郎、荻原博子、室井佑月
- 第6回放送（4月1日）「聞こえていますか?女の怒り・知っていますか?男の本音」
  - 出演：猪口邦子、森田健作、遙洋子、倉田真由美、茂木賢三郎
- 第7回放送（6月10日）「米軍基地」
  - 出演：額賀福志郎、森本敏、鈴木佑司、小林よしのり、斎藤貴男、東ちづる
- 第8回放送（8月15日）「もう一度話そうアジアの中の日本」
  - 出演：麻生太郎、岡崎久彦、所功、田中均、保阪正康、内橋克人、李建栄
- 第9回放送（10月14日）「医療～安心できますか?」
  - 出演：唐澤祥人、辻哲夫、八代尚宏、本田宏、伊藤隼也、遙洋子
- 第10回放送（12月9日）「ネット社会」
  - 出演：立花隆、石田衣良、坂村健、竹花豊、落合祐里香

### 2007年
第13回以降2007年度いっぱいは、「NHK地域応援キャンペーン」の一部として位置づけられ、随時これと関連した内容となることがあった。その場合は、前日に『地域発!どうする日本』が放送され、その最後に、三宅・武内が現れ予告した。
- 第11回放送（2月10日「団塊・大量退職へ」
  - 出演：丹羽宇一郎、奥谷禮子、堺屋太一、崔洋一、谷村新司、金子勝、宮台真司
- 第12回放送（3月3日）「いじめ」
  - 出演：木岡保雅、戸田忠雄、中嶋博行、諸富祥彦、香山リカ
- 第13回放送（5月19日）「地方衰退」 - 大阪局制作
  - 出演：菅義偉、片山善博、土居丈朗、高村薫、八田達夫、神野直彦
- 第14回放送（6月23日）「納得していますか?あなたの働き方」
  - 出演：八代尚宏、南部靖之、林野宏、森永卓郎、金子勝、香山リカ
- 第15回放送（8月15日）「考えてみませんか?憲法9条」
  - 出演：高坂節三、渡辺治、小林節、小林よしのり、伊勢崎賢治、斎藤貴男
- 第16回放送（10月20日）「食」
  - 出演：茂木友三郎、小泉武夫、本間正義、玉村豊男、小室淑恵
- 第17回放送（12月22日）「年金」
  - 出演：高木剛、門脇英晴、高山憲之、荻原博子

### 2008年
- 第18回放送（3月8日）「学力」
  - 出演：榊原英資、佐藤学、あさのあつこ、藤原和博、新浪剛史
- 第19回放送（6月7日）「温暖化」 - 「SAVE THE FUTURE」の一環として
  - 出演：鴨下一郎、桝本晃章、山口光恒、植田和弘、枝廣淳子
- 第20回放送（9月6日）「税金」
  - 出演：竹中平蔵、伊吹文明、土居丈朗、森永卓郎
- 第21回放送（12月6日）「裁判員制度～あなたは人を裁けますか」 - 19:30から『NHKスペシャル』として模擬裁判のドキュメントを放送、20:35から討論
  - 出演：四宮啓、土本武司、桂文珍、平木正洋、上冨敏伸、櫻井光政

### 2009年
- 第22回放送（2月7日21：00 - ）「雇用」
  - 出演：湯浅誠、古賀伸明、茂木友三郎、奥谷禮子、福井秀子、大村秀章、江川紹子
- 第23回放送（3月21日19：30 - ）「テレビの、これから」
  - 出演：広瀬道貞、嶌信彦、糸井重里、夏野剛、福士睦、吉口隆、きくち伸、松本基弘、加増良弘、松本修、藤村忠寿、鶴間政行、今井義典、松尾雅隆
- 第24回放送（5月7日19:30 - ）「未婚社会」
  - 出演：橋爪大三郎、岡田斗司夫、遙洋子、大橋清朗、菊川怜
- 第25回放送（6月20日21:00 - ）「環境と景気」（「SAVE THE FUTURE」の一環として）
  - 出演：斉藤鉄夫、眞鍋かをり、金子勝
- 第26回放送（8月15日19:30 - ）「核廃絶(核兵器)」
  - 出演：黒澤満、志方俊之、星野知子、武貞秀士、中山俊宏
- 第27回放送（10月3日20:00 - ）「政治(鳩山新政権に問う)」
  - 出演：大塚耕平、古川元久、山口二郎、片山善博、宮台真司、石原信雄、勝間和代
- 第28回放送 (12月4日22:00 - )  「自殺」(金曜夜枠)
  - 出演：福島みずほ、雨宮処凛、江上剛、清水康之、本橋豊

### 2010年
- 第29回放送（3月12日22：00 - ）「日米同盟・安保」
  - 出演：櫻井よしこ、田中均、姜尚中、マイケル・グリーン、孫崎享、植木千可子
- 第30回放送（5月6日19：30 - ）「若者の草食化」
  - 出演：室井佑月、宇野常寛、橋本浩、石原まこちん、原田曜平
- 第31回放送 (8月14日20：00 - ) 「日韓の未来」
  - 出演：小倉紀蔵、岡本行夫、崔洋一、ユンソナ、新浪剛史、チョン・オクピョウ
- 第32回放送 (10月30日21：00 - ) 「無縁社会(高齢者)」
  - 出演：宇野常寛、吉永みち子、小宮山洋子、堀田力、金子勝、湯浅誠、河合克義
- 第33回放送（12月25日21：00 - ）「就職難」
  - 出演：鈴木寛、和久井康明、ロバート・キャンベル、勝間和代、海老原嗣生

### 2011年
- 第34回放送（2月12日21：00 - ）「無縁社会(働く世代・若者)」(*最終回)
  - 出演：奥田知志、奥谷禮子、宇野常寛、藤森克彦

## 出来事
- テレビの、これから

2009年3月21日放送分は「テレビ」がテーマ。NHKは毎年放送記念日に「放送記念日特集」を放送していて、その一環として放送。「専門家・有識者」としてNHK・民放各局のプロデューサー・ディレクターなど制作者側の代表と、「一般市民」として一般視聴者の代表が出演。大手広告代理店の社員も参加したが、市民側（一般視聴者）として出演。
出演した制作者は、NHKの松尾雅隆（『日本の、これから』、『プロジェクトX』デスク）、日本テレビの福士睦（『世界一受けたい授業』）、TBSテレビ編成局長の吉崎隆（『NEWS23』）、フジテレビのきくち伸（音組）、テレビ朝日の松本基弘（『相棒』）、テレビ東京の加増良弘（『ガイアの夜明け』）、朝日放送の松本修（『探偵!ナイトスクープ』）、北海道テレビの藤村忠寿（『水曜どうでしょう』）、放送作家の鶴間政行（『SMAPxSMAP』他）今井義典NHK副会長と広瀬道貞民放連会長も生出演。
VTRでは日本テレビやTBSが夜7時枠で放送される新番組の準備の模様や担当プロデューサーへのインタビューが放送された。
- 「新型インフルエンザ」ニュースに差し替え

2009年5月1日19:30からの放送を予定していたが、新型インフルエンザ関連のニュースに差し替えとなり、7日に延期となった。近畿地方はかんさい特集・上海万博特集に差し替えのため同日深夜（5月2日未明）に録画放送する予定だったが「かんさい特集」もニュースに差し替え。NHKワールド・プレミアムもニュースに差し替え、ノンスクランブルで国内同時放送。このため、番組初の収録放送。7日放送予定のドラマ8『ゴーストフレンズ』第6話は5月14日20:00に変更。通常、生放送では行われない字幕放送も初めて実施。
- 日韓の未来

2010年8月15日放送での出来事。歴史認識の討論の際に一般男性（古谷経衡。後に政治活動家）が、当時の日本人は韓国人が憎くて併合したわけではない。当時、世界は帝国主義列強の時代であり、植民地支配はあたり前だった。日本が韓国を併合したことはやむを得なかったとの趣旨の発言を行った。その反論として、崔洋一監督は「当時の日本のイデオロギーは、そういう方向に流れていた。国そのものがそうなっていた。だけど、36年間にわたる植民地支配がそれによって肯定されるという考え方は、基本的に歴史を語る資格がない」と強い口調で発言した。その後、小倉紀蔵から「歴史問題というのは、権力者が、あなたの考えは完全に間違いと言詮封鎖してはいけない」と発言を正される場面があった。このやりとりはインターネットを中心に波紋を広げ「討論番組で一般の参加者に『歴史を語る資格がない』はない」とする意見があがった。NHKの広報局は、番組への電話やメールが2010年8月16日夕方までに約1800件に達したとしている。

## 類似番組
地域情報番組の金曜日19:30 - 20:45放送分で、ほぼ毎月1回程度放映された。
- こんぱす 東北の課題（東北地方向け）
- 岩手の、これから（岩手県向け）
- 金とく・東海の、これから（東海地方向け）
- 金とく・富山の、これから（富山県向け）
- かんさい特集・（府県名）の、これから（近畿地方向け、終了）
- 京都のこれから（京都府向け） 2012年10月6日放送、京都局開局80周年特別番組
- ふるさと発（中国地方向け）
  - 「地域再生プロジェクト」（2007年度・2008年度、年3 - 4回ペース）
  - 「ちゅうごく人口減少社会」（スペシャル、2006年度、全5回）
- 四国選択会議（四国向け　2009年-2010年度）
- 徹底討論 ふるさと再生スタジアム（九州地方向け）2007年4月27日放送開始